# Isterød
Isterød er en tidligere landsby i Birkerød Sogn. Isterød lå nordøst for Sjælsø ved Usserød Å.

## Etymologi
Endelsen i navnet -rød betegner en rydning. Sådanne navne er udbredte i Nordøstsjælland og stammer fra tidlig middelalder.

## Historie
Fra reformationen kom Isterød sammen med de øvrige landsbyer i Birkerød Sogn under Hirschholm Gods.
Landsbyen bestod i 1682 af 12 gårde, 1 hus med jord og 5 huse uden jord. Det samlede dyrkede areal udgjorde 330,4 tønder land skyldsat til 86,85 tønder hartkorn. Dyrkningsformen var trevangsbrug. Desuden havde byen græsningsmuligheder på det store overdrev i Ullerød Skov fælles med andre landsbyer.
I 1761 fik alle bønder under Hirschholm Gods arvefæste men henlå endnu i landsbyfællesskabet. I 1774 bestod landsbyen af 11 gårde og 2 huse og i tilknytning hertil "en anseelig Vand-Mølle".
Da Hørsholm-motorvejen blev anlagt i 1957, fik den et forløb mellem Isterød og Hørsholm. Mens områderne øst for motorvejen efterhånden blev inddraget i den fremadskridende byudvikling, der blandt andet skyldtes anlæggelsen af Kystbanen og Rungsted Kyst Station, skete en lignende udvikling ikke vest for motorvejen, tværtimod. På det sted, hvor Isterød havde ligget, blev anlagt et stort vandværk, og i forbindelse hermed forsvandt de fleste af de historiske ejendomme.